# Toni Ribas
Toni Ribas (13 de junio de 1975; San Baudilio de Llobregat) es un actor pornográfico español.

## Trayectoria
Toni Ribas, nombre artístico de Antoni García, empezó su carrera en 1994. Él, como el actor Nacho Vidal, suele trabajar en películas haciendo orgías (Eternal Ecstasy y Heaven on Earth). También es director de cine porno; empezó en 2001 con Hardcore Innocence 1 y terminó con Hardcore Innocence 9 en 2003. Actuó en Without limits 02 y en Private Gladiator.  
Toni Ribas ha rodado más de 1000 películas como actor.
Junto a Nacho Vidal, Ramón Nomar, Max Cortés y Pablo Ferrari formó parte del dream team de españoles en la meca del porno.
Después de dirigir para la empresa Red Light District en Estados Unidos, estuvo cuatro años con la multinacional Private dirigiendo galardonadas películas, como Ibiza Sex Party (1-5), Hi-Speed Sex o la aclamada serie de cástines Private Sex Auditions.
En 2010 ganó el Premio AVN -considerados los "Óscar del porno"- al Artista masculino extranjero del año, entrando ese mismo año en el salón de la fama AVN Hall of Fame, siendo el octavo europeo en conseguirlo y primer español en ganarlo en Estados Unidos. También tiene una carrera como productor y director, dirigiendo filmes para Penthouse y Private.

## Vida personal
Toni Ribas se ha casado tres veces. En primer lugar, estuvo casado con la actriz pornográfica Sophie Evans, pero la pareja se divorció. Se casó en segundas nupcias con la también actriz Asa Akira. Tras un nuevo divorcio, en 2020 contrajo matrimonio nuevamente con Kayla Kayden.

## Filmografía

### Actor
- Gore X (1997)
- Salome (1997)
- Showgirls (1997)
- Goya: La Maja Desnuda (1998)
- Amanda's Diary 4 (1999)
- Amanda's Diary 5 (1999)
- Initiation Of Jazmine (1999)
- Jazmine's DP Party (1999)
- North Pole 11 (1999)
- Pasion española (1999)
- Pirate Deluxe 5: Tanya Hide's Twisted Dreams (1999)
- Private XXX 5 (1999)
- Private XXX 7 (1999)
- Taxi Hard (1999)
- Up And Cummers 72 (1999)
- When Rocco Meats Kelly 2 (1999)
- Action Sports Sex 8 (2000)
- Ass Lovers 1 (2000)
- Asses Galore 13: Butts Up? (2000)
- Barcellona... Porcellona (2000)
- Boobs-a-poppin' (2000)
- Boogie Now (2000)
- Bottom Dweller 6: Sex After Death (2000)
- Buttwoman 2000 (2000)
- Buttwoman iz Bella (2000)
- Buttwoman vs. Buttwoman (2000)
- Casting Couch Cuties 1 (2000)
- Champion (2000)
- Color Blind 5 (2000)
- Cumback Pussy 28 (2000)
- Decadence (2000)
- Exposure (2000)
- Fashion (2000)
- Four Sex Rooms (2000)
- Fresh Flesh 12 (2000)
- Fuckumentary 2 (2000)
- Gag Factor 2 (2000)
- Gothix (2000)
- Head Over Heels 2 (2000)
- Hot Tight Asses 21 (2000)
- Italian Flair (2000)
- Kelly The Coed 9 (2000)
- Killer Pussy 5 (2000)
- Moonlight Canyon (2000)
- Perverted Stories 27 (2000)
- Please 11: Sexual Superstars (2000)
- Please 12: More Sexual Superstars (2000)
- Pornological 5 (2000)
- Private XXX 12: Sex, Lust And Video-tapes (2000)
- Puritan Magazine 24 (2000)
- Pussyman's International Butt Babes 1 (2000)
- Pussyman's International Butt Babes 2 (2000)
- S.M.U.T. 16: Bright Lights Dark City (2000)
- S.M.U.T. 17: Double Edge (2000)
- Screw My Wife Please 12 (And Make Her Sweat) (2000)
- Sex Appeal - Il Portiere di Gnocche (2000)
- Sextasy (2000)
- Shane's World 23: Keg Party (2000)
- Sinister Sex World 1 (2000)
- Sky's Day Off (2000)
- Sodomania: Slop Shots 8 (2000)
- Soul Survivor (2000)
- Stavros (2000)
- Tushy Girl Lost (2000)
- Wax That Ass 4 (2000)
- 110% Natural 1 (2001)
- All About Ass 1 (2001)
- Anal Toppers (2001)
- Beverly Hills 9021-ho 1 (2001)
- Center of Sex (2001)
- Cumback Pussy 40 (2001)
- Dolce Vita a la Francaise (2001)
- Eve Insane Obsession (2001)
- Hardcore Innocence 1 (2001)
- Hardcore Innocence 2 (2001)
- Hardcore Innocence 3 (2001)
- Hardcore Innocence 4 (2001)
- Killer Pussy 6 (2001)
- Killer Pussy 8 (2001)
- Labyrinth of the Senses (2001)
- Leggenda del pirata nero (2001)
- Living in Sin (2001)
- Misty Rain's Worldwide Sex 4: Sexo En Barcelona (2001)
- Over Anal-yzed (2001)
- Pirate Deluxe 15: Eternal Ecstasy (2001)
- Pirate Fetish Machine 1: Colette's Kinky Desires (2001)
- Please Cum Inside Me 3 (2001)
- Private Life of Bettina (2001)
- Private Reality 1: Sexy Temptation (2001)
- Private Reality 2: Pure Pleasure (2001)
- Private Reality 3: From Behind is OK (2001)
- Private XXX 15: Total Desire (2001)
- Pussyman's Ass Busters 2 (2001)
- Pussyman's International Butt Babes 3 (2001)
- Real Female Orgasms 2 (2001)
- Rocco: Animal Trainer 4 (2001)
- Service Animals 4 (2001)
- Service Animals 5 (2001)
- Sex Forever (2001)
- Sex Mex (2001)
- Sophie Evans AKA Filthy Whore (2001)
- Squirting Illustrated 2 (2001)
- Tails Of Perversity 8 (2001)
- Too Many Women for a Man (2001)
- Total B.S. 1 (2001)
- University Coeds Oral Exams 1 (2001)
- Viernes 13: XXL (2001)
- Virtualia 3: Dark Side 1 (2001)
- Virtualia 4: Dark Side 2 (2001)
- Virtualia 5: Dark Side 3 (2001)
- Without Limits 1 (2001)
- Without Limits 2 (2001)
- Balls Deep 6 (2002)
- Blowjob Fantasies 16 (2002)
- Enjoy 1 (2002)
- Enjoy 2 (2002)
- EXXXplosion (2002)
- Faust: The Power of Sex (2002)
- Hardcore Innocence 5 (2002)
- Hardcore Innocence 6 (2002)
- Hardcore Innocence 7 (2002)
- Hot Bods And Tail Pipe 25 (2002)
- Hypnotic Games (2002)
- Internally Yours 3 (2002)
- Leg Love (2002)
- Nacho: Latin Psycho 2 (2002)
- Nothin' Butt Buttwoman (2002)
- Oral Adventures Of Craven Moorehead 16 (2002)
- Private Castings X 34 (2002)
- Private Gladiator 1 (2002)
- Private Gladiator 2: In The City Of Lust (2002)
- Private Gladiator 3: The Sexual Conquest (2002)
- Private Life of Claudia Ricci (2002)
- Private Life of Lynn Stone (2002)
- Private Life of Sophie Evans (2002)
- Private Life of Wanda Curtis (2002)
- Private Movies 2: Fever (2002)
- Private Orgies (2002)
- Private Reality 11: Singularity (2002)
- Private Reality 12: Dangerous Girls (2002)
- Private Reality 7: Wild Adventures (2002)
- Private Reality 9: Do Not Disturb (2002)
- Puritan Magazine 40 (2002)
- Pussyman's Squirt Fever 1 (2002)
- Rectal Rooter 4 (2002)
- Secrets 3 (2002)
- Sexx the Hard Way 4 (2002)
- Sexx the Hard Way 5 (2002)
- Sexx the Hard Way 8 (2002)
- Sodomania 37 (2002)
- Sodomania: Orgies 6 (2002)
- Taste of a Woman (2002)
- Unforgettable (2002)
- Whore With No Name (2002)
- Women of Color 5 (2002)
- 100% Blowjobs 10 (2003)
- 2 Dicks in 1 Chick 3 (2003)
- American Ass 1 (2003)
- Anal Hazard 2 (2003)
- Anal Trainer 1 (2003)
- Angelmania 4 (2003)
- Art Of Sex (2003)
- Ass Cleavage 1 (2003)
- Ass Cleavage 2 (2003)
- Ass Worship 5 (2003)
- Black Reign 2 (2003)
- Blow Me Sandwich 1 (2003)
- Bottom Feeders 7 (2003)
- Bottom Feeders 8 (2003)
- Busty Beauties 7 (2003)
- Choc Full A Nut (2003)
- Cumstains 1 (2003)
- Double Decker Sandwich 1 (2003)
- Double Decker Sandwich 2 (2003)
- Double Stuffed 1 (2003)
- Enjoy 3 (2003)
- First Class Euro Sluts 1 (2003)
- Flesh Hunter 6 (2003)
- Fresh New Faces 2 (2003)
- Fuck Dolls 1 (2003)
- Full Anal Access 1 (2003)
- Hardcore Climax 1 (2003)
- Hardcore Innocence 8 (2003)
- Hardcore Innocence 9 (2003)
- Hellcats 2 (2003)
- Hungary For Cock (2003)
- I Love It Rough 3 (2003)
- Internal Cumbustion 1 (2003)
- Invasian 1 (2003)
- Joey Silvera's New Girls 6 (2003)
- Just Juggs (2003)
- Lex Steele XXX 2 (2003)
- Lingerie 2 (2003)
- Lusty Legs 1 (2003)
- Manhammer 1 (2003)
- Monique's Sexaholics 1 (2003)
- Naughty College School Girls 29 (2003)
- No Holes Barred 1 (2003)
- North Pole 40 (2003)
- Not Just Another 8 Teen Movie 2 (2003)
- Prima Volta (2003)
- Private Cafe 1 (2003)
- Private Cafe 2 (2003)
- Private Life of Jodie Moore (2003)
- Private Life of Rita Faltoyano (2003)
- Private Reality 14: Girls of Desire (2003)
- Provocations (2003)
- Seduced and Abandoned (2003)
- Sexville (2003)
- Squirting Adventures Of Dr. G 2 (2003)
- Straight To The A 4 (2003)
- Strip Tease Then Fuck 1 (2003)
- Sweet Sounds (2003)
- Ten Little Piggies 2 (2003)
- Top Guns 1 (2003)
- Vault (2003)
- Virgin Porn Stars 3 (2003)
- Weapons Of Ass Destruction 2 (2003)
- Young Tight Latinas 3 (2003)
- Young Tight Latinas 5 (2003)
- 1 Dick 2 Chicks 2 (2004)
- 110% Natural 7 (2004)
- 110% Natural 8 (2004)
- Addicted to Sex (2004)
- Anal Expedition 4 (2004)
- Apprentass 1 (2004)
- Baker's Dozen 2 (2004)
- Baker's Dozen 3 (2004)
- Cum Drippers 7 (2004)
- Cumstains 4 (2004)
- Double Or Nothing (2004)
- Droppin' Loads 2 (2004)
- Droppin' Loads 4 (2004)
- Enjoy 5 (2004)
- First Class Euro Sluts 2 (2004)
- First Class Euro Sluts 3 (2004)
- First Class Euro Sluts 4 (2004)
- Gaper Maker 2 (2004)
- Good Source Of Iron 4 (2004)
- Iron Head 2 (2004)
- Ladies in Lust (2004)
- Lusty Legs 2 (2004)
- Lusty Legs 3 (2004)
- New Girls 1 (2004)
- New Girls 2 (2004)
- Photographic Mammaries 3 (2004)
- Private Life of Jessica May (2004)
- Private Life of Sandra Iron (2004)
- Private Reality 21: Fuck Me (2004)
- Private Reality 23: Cum (2004)
- Private Reality 24: Sex Addicts (2004)
- Private Story Of Bobbi Eden (2004)
- Private Story Of Mia Stone (2004)
- Private Story Of Sarah O'Neal (2004)
- Private XXX 18: Wet Dreams (2004)
- Sex Angels 1 (2004)
- Sexual Compulsion (2004)
- Teen Cum Squad 1 (2004)
- Ultimate Asses 4 (2004)
- Wrecked 'em 1 (2004)
- XXX Platinum Blondes 1 (2004)
- Young Ripe Mellons 6 (2004)
- Anal Driller 8 (2005)
- Anal Excursions 4 (2005)
- Anal Expedition 6 (2005)
- Ass Obsessed 4 (2005)
- Ass Pounders 4 (2005)
- Ass Pounders 5 (2005)
- Assault That Ass 7 (2005)
- ATM POV (2005)
- Baker's Dozen 5 (2005)
- Big Tit Anal Whores 1 (2005)
- Butt Gallery 4 (2005)
- Cum Guzzlers 4 (2005)
- Cum In My Ass Not In My Mouth 4 (2005)
- Cum Oozing Holes 1 (2005)
- Cum Oozing Holes 2 (2005)
- Dirty Birds (2005)
- Exotic Dreams (2005)
- First Class Euro Sluts 5 (2005)
- Fuck My Ass (2005)
- Hardcore Whores 1 (2005)
- Intensities In 10 Cities 2 (2005)
- Jailbait 2 (2005)
- Look What's Up My Ass 7 (2005)
- Lusty Legs 4 (2005)
- Lusty Legs 5 (2005)
- Me Luv U Long Time 8 (2005)
- Mummy X (2005)
- Nasty Dreams (2005)
- New Girls 3 (2005)
- North Pole 54 (2005)
- Outnumbered 3 (2005)
- Papa Holmes' Little Girls (2005)
- Passion Of The Ass 5 (2005)
- Private Life of Sandy Style (2005)
- Private Penthouse Greatest Moments 3 (2005)
- Private Story Of Monica Sweetheart (2005)
- Private Xtreme 21: Anal Fuckathon (2005)
- Private XXX 22: Stop In The Name Of Sex (2005)
- Sex and Revenge 1 (2005)
- Sex and Revenge 2 (2005)
- Sloppy Seconds 1 (2005)
- Sophie Evans Exposed (2005)
- Swallow My Pride 7 (2005)
- Swallow The Leader 2 (2005)
- Tear Me A New One 1 (2005)
- Ten Little Piggies 6 (2005)
- Triple Hexxx (2005)
- Young Ripe Mellons 7 (2005)
- All Star Anal (2006)
- All You Can Eat 3 (2006)
- Anal Cavity Search 2 (2006)
- Anal Driller 9 (2006)
- Anal Excursions 5 (2006)
- Art Of Ass 5 (2006)
- Ass Pounders 6 (2006)
- Between The Cheeks (2006)
- Bodacious Boobies 1 (2006)
- Butt Gallery 5 (2006)
- Butt Gallery 6 (2006)
- Canadian Beaver 2 (2006)
- Cherry Bomb 4 (2006)
- Claudia's Holiday 2006 (2006)
- Cock Starved 2 (2006)
- Cock Starved 3 (2006)
- Cum Beggars 5 (2006)
- Cum on My Face 6 (2006)
- Double Anal Divas (2006)
- Double Anal Drill Team 1 (2006)
- DownWard (2006)
- European Meat 5 (2006)
- First Class Euro Sluts 6 (2006)
- Fresh Jugs 3 (2006)
- Goo 4 Two 4 (2006)
- Illegal Ass 1 (2006)
- Illegal Ass 2 (2006)
- Innocent Until Proven Filthy 1 (2006)
- Intimate Journal (2006)
- Liquid Ass-sets 1 (2006)
- Liquid Ass-sets 2 (2006)
- Look What's Up My Ass 8 (2006)
- Look What's Up My Ass 9 (2006)
- New Releases 4 (2006)
- Outnumbered 4 (2006)
- Passion Of The Ass 6 (2006)
- Private Xtreme 23: Greedy Asses (2006)
- Private Xtreme 28: Point Of View (2006)
- Private Xtreme 29: Gonzo Style (2006)
- Private Xtreme 30: Top Sex (2006)
- Private XXX 29: Spread My Lips (2006)
- Private XXX 31: Hot Beavers (2006)
- Private XXX 33: Some Fuck It Hot (2006)
- Private XXX 34: Sex is in the Air (2006)
- Real Racks 2 (2006)
- Sex Angels 2 (2006)
- Sex On The Beach (2006)
- Sextreme Surf Bodies (2006)
- Teen Cum Swappers 3 (2006)
- Teenage Jizz Junkies 4 (2006)
- Ten Little Piggies 8 (2006)
- This Butt's 4 U 2 (2006)
- Urgencies (2006)
- What Gets You Off 3 (2006)
- Wrecking Crew (2006)
- A Sperm-Load A Day 1 (2007)
- Anal Gate 1: Asshole Combustion (2007)
- Anal Gate 2: Wide Open (2007)
- Art Of Ass 6 (2007)
- Ass Pounders 7 (2007)
- Beyond The Call Of Booty 1 (2007)
- Big Bottoms Up 2 (2007)
- Creamery (2007)
- Double Anal Drill Team 2 (2007)
- Filthy 2 (2007)
- Hi Speed Sex 1 (2007)
- Hi Speed Sex 2 (2007)
- Hi Speed Sex 3 (2007)
- Ibiza Fucking Island (2007)
- Ibiza Sex Party 1 (2007)
- In Arsch und Fotze (2007)
- Innocent Until Proven Filthy 2 (2007)
- Internal Cumbustion 10 (2007)
- Lex On Blondes 2 (2007)
- Look What's Up My Ass 10 (2007)
- MILF Next Door 1 (2007)
- Nylons 1 (2007)
- Passion Of The Ass 7 (2007)
- Private Life of Angel Dark (2007)
- Private Sex Auditions 4 (2007)
- Private Sex Auditions 5 (2007)
- Private Xtreme 31: Private Sex Auditions 1 (2007)
- Private Xtreme 32: DP Factory (2007)
- Private Xtreme 33: Private Sex Auditions 2 (2007)
- Private Xtreme 34: Private Sex Auditions 3 (2007)
- Private Xtreme 35: Ibiza Sex Party 2 (2007)
- Private Xtreme 36: Ibiza Sex Party 3 (2007)
- Private XXX 36: Fuck Me Wild (2007)
- Private XXX 37: Stars In Heat (2007)
- Private XXX 38: Free Asses (2007)
- Wetter The Better 4 (2007)
- Wild Wet Beaches (2007)
- A Sperm-Load A Day 2 (2008)
- Amy Ried Story (2008)
- Anal Excursions 6 (2008)
- Anal Overdrive 2 (2008)
- Ass Titans 1 (2008)
- Battle of the Sluts 2: Katsuni Vs Melissa Lauren (2008)
- Big Rack Attack 5 (2008)
- Internal Damnation 2 (2008)
- Like Lovers Do (2008)
- Massive Boobs (2008)
- Oil Overload 2 (2008)
- Only in Your Dreams 2 (2008)
- Perverted Planet 2 (2008)
- Pretty As They Cum 1 (2008)
- Private Sex Auditions 10 (2008)
- Private Sex Auditions 11 (2008)
- Private Sex Auditions 12 (2008)
- Private Sex Auditions 13 (2008)
- Private Sex Auditions 6 (2008)
- Private Sex Auditions 7 (2008)
- Private Sex Auditions 8 (2008)
- Private Sex Auditions 9 (2008)
- Private Specials 7: Sex in Public (2008)
- Private XXX 39: Sex Bites (2008)
- Private XXX 40: Dirty Sluts Fucking Hard (2008)
- Real Female Orgasms 9 (2008)
- Slave Dolls 3 (2008)
- Slutty and Sluttier 8 (2008)
- This Butt's 4 U 4 (2008)
- Tunnel Butts 1 (2008)
- 30+ Sluts (2009)
- Anal Cavity Search 6 (2009)
- Anal Cavity Search 7 (2009)
- Anal Integrity (2009)
- Anal-Holics (2009)
- Apple Bottomz 6 (2009)
- Art Of The Cumfart 2 (2009)
- Ass Titans 2 (2009)
- Ass Titans 3 (2009)
- Ass Trap 3 (2009)
- Battle of the Sluts 3: Bobbi Starr vs Annette Schwarz (2009)
- Big Boob Orgy 2 (2009)
- Breast Meat 2 (2009)
- Bubble Butt Belles (2009)
- Cum for Me Nikki Jayne (2009)
- Curvy Girls 3 (2009)
- Doll House 5 (2009)
- Doll House 6 (2009)
- Don't Make Me Beg 2 (2009)
- Doppelt gestopfte Rosetten (2009)
- Double Time (2009)
- Every Last Drop 10 (2009)
- Evil Anal 10 (2009)
- Evil Anal 9 (2009)
- Extreme Asses 8 (2009)
- Fetish Fuckdolls 1 (2009)
- Fetish Fuckdolls 3 (2009)
- Graphic DP 1 (2009)
- Hellcats 15 (2009)
- I Love It Rough 4 (2009)
- I Wanna B A Porn Star 1 (2009)
- Innocent Until Proven Filthy 5 (2009)
- Internal Damnation 3 (2009)
- Jailbait 6 (2009)
- Jailbait 7 (2009)
- Jenna Haze: Nymphomaniac (2009)
- Mad Sex Party: Orgy Island (2009)
- MILF Madness 2 (2009)
- Monster Curves 3 (2009)
- Oil Overload 3 (2009)
- Peep Show 3 (2009)
- Private Life of Black Angelika (2009)
- Private Specials 19: Blow Me Suck Me Drink Me (2009)
- Private Specials 24: Blow Me Suck Me Drink Me 2 (2009)
- Pure Sextacy 4 (2009)
- Red Hot Romance (2009)
- Rio Loco (2009)
- Rocco Ravishes L.A. (2009)
- Rocco: Animal Trainer 31 (2009)
- Rocco's Back (2009)
- Slutty and Sluttier 10 (2009)
- Slutty and Sluttier 9 (2009)
- So You Wanna Be A Pornstar 1 (2009)
- Sport Fucking 5 (2009)
- Teenage Spermaholics 6 (2009)
- This Butt's 4 U 5: Crack Addictz (2009)
- Titty Sweat 1 (2009)
- Tunnel Butts 3 (2009)
- Whore Training: Learning the Ropes (2009)
- Adult Supervision Required (2010)
- Anal Cavity Search 8 (2010)
- Anal Fanatic 1 (2010)
- Asa Akira Is Insatiable 1 (2010)
- Asstounding 2 (2010)
- Barcelona Chic (2010)
- Breast Meat 3 (2010)
- Confessions of a Virgin (2010)
- Cum-Spoiled Brats (2010)
- Curvies (2010)
- Dangerous Curves (2010)
- Dirty Rotten Mother Fuckers 4 (2010)
- Divorcee (2010)
- Euro Girl Tour (2010)
- Euro Glam Tramps (2010)
- Evil Anal 12 (2010)
- Farm Fresh 2 (2010)
- Fresh Meat 27 (2010)
- Fresh Meat 28 (2010)
- Fresh Squeeze 2 (2010)
- Fuck Slaves 5 (2010)
- Gigolos (2010)
- Girl Talk (2010)
- Girls of Prague (2010)
- Hard At Work (2010)
- Interoffice Intercourse (2010)
- Kayden's College Tails (2010)
- Legs Up Hose Down (2010)
- Letter A Is For Asshole (2010)
- My First Orgy (2010)
- My Sexy Life 4 (2010)
- Nylons 8 (2010)
- Oil Overload 4 (2010)
- Outnumbered 5 (2010)
- Performers of the Year 2011 (2010)
- Pornstar Bootcamp (2010)
- Pornstar Cribs (2010)
- Pretty As They Cum 2 (2010)
- Private Specials 40: How I Seduce and Fuck Girls (2010)
- Rack It Up 5 (2010)
- Raw 3 (2010)
- Rocco Ravishes Hollywood (2010)
- Rocco: Puppet Master 8 (2010)
- Rocco's Psycho Love 1 (2010)
- Rocco's Psycho Love 2 (2010)
- Savanna's Anal Gangbang (2010)
- Sex Appeal (2010)
- Sex Barcelona Style (2010)
- Sex Slaves (2010)
- Slutty and Sluttier 13 (2010)
- Sport Fucking 6 (2010)
- Sport Fucking 7 (2010)
- Superstar Showdown 2: Asa Akira vs. Kristina Rose (2010)
- Teacher Leave Them Teens Alone 2 (2010)
- Teenlicious (2010)
- Tits Ahoy 10 (2010)
- Tori Tarra and Bobbi Love Rocco (2010)
- Wet Wild and Young 3 (2010)
- Young And Glamorous 2 (2010)
- Young Thighs in Knee Highs 1 (2010)
- All Internal 15 (2011)
- All Internal 16 (2011)
- Anal Only (2011)
- Asa Akira Is Insatiable 2 (2011)
- Ass Titans 5 (2011)
- Beyond The Call Of Booty 4 (2011)
- Bombshells 3 (2011)
- Cover Girls (2011)
- Cruel MILF (2011)
- Escaladies (2011)
- Evil Anal 14 (2011)
- Fighters (2011)
- Gangbanged 1 (2011)
- Gangbanged 2 (2011)
- Graphic DP 3 (2011)
- Hose Monster 1 (2011)
- House Keeping (2011)
- Hyper Spaz Tits Workout (2011)
- Jack's POV 19 (2011)
- Jailbait 8 (2011)
- Kagney Linn Karter is Relentless (2011)
- Legendary Angels (2011)
- Masseuse 3 (2011)
- Mission Asspossible (2011)
- My First Gangbang 1 (2011)
- Office Seductions 2 (2011)
- Oil Overload 5 (2011)
- Pretty Titties (2011)
- Private Gold 121: Adventures on the Lust Boat (2011)
- Private School Nymphos 3 (2011)
- Private Sex Auditions 15 (2011)
- Private Specials 50: How I Seduce and Fuck Girls 2 (2011)
- Prom (2011)
- Real Wife Stories: Asa Akira (2011)
- Rocco's Psycho Love 3 (2011)
- Sasha Grey and Friends 1 (2011)
- Sex and Corruption 1 (2011)
- Sex and Corruption 2 (2011)
- SexAholics (2011)
- Shut Up and Fuck (2011)
- Slutty and Sluttier 15 (2011)
- Sneaking Around (2011)
- Tail-A-Diggin' Nights (2011)
- Teagan Presley: The S!x (2011)
- Teases and Pleases 2 (2011)
- Titlicious 3 (2011)
- Titty Sweat 3 (2011)
- U.S. Sluts 1 (2011)
- What the Fuck: Big Tits Bitches and Ass (2011)
- Young Toes Before Hoes (2011)
- Amazing Headlights 2 (2012)
- Angels of Debauchery 9 (2012)
- Asa Akira is Insatiable 3 (2012)
- Ass Factor 2 (2012)
- Babysitter Diaries 8 (2012)
- Banging Into the Mainstream (2012)
- Belladonna's Cock Pigs 2 (2012)
- Big and Real 2 (2012)
- Big Butts Like It Big 10 (2012)
- Big Butts Like It Big 9 (2012)
- Big Tits In Sports 10 (2012)
- Big Wet Asses 22 (2012)
- Corrupt Schoolgirls 2 (2012)
- Couples Seeking Teens 10 (2012)
- Cute And Curvy (2012)
- Dark and Dirty (2012)
- Dirty Rotten Mother Fuckers 5 (2012)
- Ditching Party Orgy: Caught on Tape (2012)
- DP Fanatic (2012)
- Fetish Fuckdolls 6 (2012)
- Four Eyed Fuck Fest 2 (2012)
- Fuckin' Foreigners (2012)
- Fuckin' Foreigners 2 (2012)
- Gangbanged 4 (2012)
- Gapeland (2012)
- Girlfriends Get Even 2 (2012)
- Home Wrecker 4 (2012)
- House Call Nurses (2012)
- Internal Cumbustion 17 (2012)
- Internal Damnation 5 (2012)
- Internal Investigation (2012)
- Invading My Privacy (2012)
- Jessica Drake's Guide to Wicked Sex: G-Spot and Female Ejaculation (2012)
- Liquid Diet (2012)
- Lisa Ann Fantasy Girl (2012)
- Love Hurts 1 (2012)
- My First Gangbang 2 (2012)
- My Slutty Friends (2012)
- Natural And Nasty (2012)
- Nexxxt Top Model (2012)
- Oil Overload 6 (2012)
- Oil Overload 7 (2012)
- Orgy: The XXX Championship 2 (2012)
- Performers of the Year 2013 (2012)
- Please Come on my Leggings (2012)
- Pornstar Power (2012)
- Private Gold 151: Adventures on the Lust Boat 4 (2012)
- Private Specials 52: Tease Me (2012)
- Private Specials 53: Sex Boat 1 (2012)
- Private Specials 54: Sex Boat 2 (2012)
- Raven Alexis Unleashed (2012)
- Real Racks 7 (2012)
- Rump Raiders (2012)
- Russo Twins: From Russia to Hollywood (2012)
- Sexual Tension: Raw and Uncut (2012)
- Sexy Selena Rose (2012)
- Shove It Up Your Ass (2012)
- Shove It Up Your Ass 2 (2012)
- Teen Sex Dolls (2012)
- Teens In Tight Jeans 2 (2012)
- Titties n Lace (2012)
- Toy For Her Boy (2012)
- Up My Asian Ass (2012)
- Wasteland (2012)
- Whale Tail 6 (2012)
- Younger Games (2012)
- Anal Plungers 2 (2013)
- Big Wet Tits 12 (2013)
- Black Heat (2013)
- Deep Pussy (2013)
- Hardcore Allure 2 (2013)
- Oil Overload 8 (2013)
- Planting Seeds 3 (2013)
- Private Specials 62: American Girls Love Euro Cock (2013)
- Private Specials 65: Blacks and Sluts (2013)
- Remy 2 (2013)
- Rump Raiders 2 (2013)
- Secretary's Day 6 (2013)
- Squirt Machines 2 (2013)
- There's Something About Lexi Belle (2013)
- Young and Glamorous 4 (2013)

### Director
- 110% Natural 1 (2001)
- Hardcore Innocence 1 (2001)
- Hardcore Innocence 2 (2001)
- Hardcore Innocence 3 (2001)
- Hardcore Innocence 4 (2001)
- Enjoy 1 (2002)
- Enjoy 2 (2002)
- EXXXplosion (2002)
- Hardcore Innocence 5 (2002)
- Hardcore Innocence 6 (2002)
- Hardcore Innocence 7 (2002)
- Leg Love (2002)
- Enjoy 3 (2003)
- First Class Euro Sluts 1 (2003)
- Hardcore Innocence 8 (2003)
- Hardcore Innocence 9 (2003)
- Hungary For Cock (2003)
- Lusty Legs 1 (2003)
- 110% Natural 7 (2004)
- 110% Natural 8 (2004)
- First Class Euro Sluts 2 (2004)
- First Class Euro Sluts 3 (2004)
- First Class Euro Sluts 4 (2004)
- Lusty Legs 2 (2004)
- Lusty Legs 3 (2004)
- New Girls 1 (2004)
- New Girls 2 (2004)
- ATM POV (2005)
- Cum Oozing Holes 1 (2005)
- Cum Oozing Holes 2 (2005)
- First Class Euro Sluts 5 (2005)
- Fuck My Ass (2005)
- Lusty Legs 4 (2005)
- Lusty Legs 5 (2005)
- New Girls 3 (2005)
- Private XXX 28: What Wet Bitches (2005)
- Bodacious Boobies 1 (2006)
- First Class Euro Sluts 6 (2006)
- Private Xtreme 28: Point Of View (2006)
- Private Xtreme 29: Gonzo Style (2006)
- Private Xtreme 30: Top Sex (2006)
- Private XXX 29: Spread My Lips (2006)
- Private XXX 31: Hot Beavers (2006)
- Private XXX 34: Sex is in the Air (2006)
- Sextreme Surf Bodies (2006)
- Hi Speed Sex 1 (2007)
- Hi Speed Sex 2 (2007)
- Hi Speed Sex 3 (2007)
- Ibiza Sex Party 1 (2007)
- Private Life of Angel Dark (2007)
- Private Sex Auditions 4 (2007)
- Private Sex Auditions 5 (2007)
- Private Xtreme 31: Private Sex Auditions 1 (2007)
- Private Xtreme 32: DP Factory (2007)
- Private Xtreme 33: Private Sex Auditions 2 (2007)
- Private Xtreme 34: Private Sex Auditions 3 (2007)
- Private Xtreme 35: Ibiza Sex Party 2 (2007)
- Private Xtreme 36: Ibiza Sex Party 3 (2007)
- Private Xtreme 37: Powerboat Sex (2007)
- Private Xtreme 38: Teens (2007)
- Private XXX 36: Fuck Me Wild (2007)
- Private XXX 37: Stars In Heat (2007)
- Private XXX 38: Free Asses (2007)
- Wild Wet Beaches (2007)
- Private Sex Auditions 10 (2008)
- Private Sex Auditions 11 (2008)
- Private Sex Auditions 12 (2008)
- Private Sex Auditions 13 (2008)
- Private Sex Auditions 6 (2008)
- Private Sex Auditions 7 (2008)
- Private Sex Auditions 8 (2008)
- Private Sex Auditions 9 (2008)
- Private Specials 7: Sex in Public (2008)
- Private Xtreme 39: Ibiza Sex Party 4 (2008)
- Private Xtreme 40: Ibiza Sex Party 5 (2008)
- Private XXX 39: Sex Bites (2008)
- Private XXX 40: Dirty Sluts Fucking Hard (2008)
- Private Specials 16: Up All Holes (2009)
- Private Specials 19: Blow Me Suck Me Drink Me (2009)
- Private Specials 24: Blow Me Suck Me Drink Me 2 (2009)
- Barcelona Chic (2010)
- Euro Girl Tour (2010)
- Euro Glam Tramps (2010)
- Girls of Prague (2010)
- Private Specials 40: How I Seduce and Fuck Girls (2010)
- Sex Barcelona Style (2010)
- Private Sex Auditions 15 (2011)
- Private Specials 50: How I Seduce and Fuck Girls 2 (2011)
- Fuckin' Foreigners 2 (2012)
- Private Specials 52: Tease Me (2012)
- Private Specials 53: Sex Boat 1 (2012)
- Private Specials 54: Sex Boat 2 (2012)
- Private Specials 62: American Girls Love Euro Cock (2013)
- Private Specials 65: Blacks and Sluts (2013)